# Abstraktion und Einfühlung
Abstraktion und Einfühlung ist der Titel einer 1907 verfassten Dissertation von Wilhelm Worringer im Bereich Kunstgeschichte. Der Text wurde 1908 vom Piper Verlag als Buch veröffentlicht. Der Autor bietet darin ein umfassendes psychologisches Erklärungsmodell für Entwicklungen der abendländischen Kultur.

## Kunst und die seelische Gesamtsituation
Wilhelm Worringer stellt in seiner damals Aufsehen erregenden Schrift von 1907 einen Zusammenhang her zwischen der Entstehung von Kunst und der von Religion, von kulturellen Prozessen überhaupt, indem er psychische Gegebenheiten als grundlegend für die spezifischen Entwicklungsformen von Kulturprodukten ansieht.
Worringer wendet sich dabei deutlich gegen die – in der Kunstgeschichte teilweise bis heute wirksame – traditionelle Bewertungspraxis von Kunst, die sich ihre Abhängigkeit von geschichtlich gewordenen Schablonen nicht klarmache, die sie mittlerweile für naturgegeben und selbstverständlich halte.
Worringer geht nicht von einem autarken, isoliert zu sehenden Gebiet „Kunst“ aus, das sich nach reinen „Kunstgesetzen“ entwickelt. Er sieht die Kunst in Abhängigkeit von der psychischen Situation eines Volkes zu einer bestimmten historischen Zeit und kommt von da her zu einem Antagonismus der beiden entgegenlaufenden und sich ergänzenden Prozesse „Abstraktion“ und „Einfühlung“. Dabei meint die Einfühlung als historisch spätere Form den ästhetischen Genuss als objektivierten Selbstgenuss und die historisch frühere Abstraktion ästhetischen Genuss als Abwehr von Angst.
Die Produktion von Kunst auf der untersten Entwicklungsstufe der Menschheit in der Ur- und Frühgeschichte sei keine lustvolle Naturnachahmung, die sich dann stetig verbessere, sondern eine geometrisch abstrakte Zeichensprache gegen die Naturnachahmung. Naturnachahmung als Kunstform sei erst nach langer historischer Vertrautheit mit und allmählicher Einfühlung in die umgebende Natur möglich.
Am Anfang – und nach regionalen oder rassebedingten Faktoren in der gesamten Kunstentwicklung bis heute wirksam – stehe eine Kunst der Abstraktion, die mit geometrischen Mustern, lebensverneinender Anorganik und kristallinen Mustern arbeitet. Klassisches Beispiel ist die ägyptische Pyramide.
Der Sinn einer solchen Kunst und der Grund ihrer Produktion und ihres „Genusses“ liege darin, dass sie dem „Urmenschen“ eine Möglichkeit biete, der bedrohenden, undurchschaubaren und gefahrvollen Natur-Umgebung eine Welt abstrakter, kontrollierbarer Gesetzmäßigkeit entgegenzusetzen, sich selbst in der Linearität einer Pyramide zu „entäußern“ und in dieser Entäußerung Ruhe und Glück zu finden.
Nach Worringer hat das nichts damit zu tun, dass der Urmensch zu anderem nicht in der Lage gewesen sei. Das „Kunstwollen“ (Alois Riegl) war auf Abstraktion gerichtet und das „Können“ in der Kunst ist hier eine Funktion des Wollens.
Der Wunsch, das Einzelding der Naturumgebung an das absolut Abstrakte anzunähern, habe nur kompromisshaft erreicht werden können. Die annähernde Erfüllung dieses Wunsches bestimme die Entwicklung der Kunstgeschichte bis zur Renaissance als dem Höhepunkt der „Einfühlung“.

## Abstraktion und Religion
Parallel zur Abstraktion in der Kunst steht für Worringer die Transzendenz in der Religion, die Verlagerung der Götter aus der diesseitigen Welt hinaus in ein Jenseits (monotheistische orientalische Erlösungs-Religion und ihre Weiterentwicklung im Christentum), dem die polytheistische Diesseits-Religion des klassischen Griechentums als vollkommene Verkörperung des Gegenprinzips „Einfühlung“ entspreche. Dem klassischen griechischen Einssein mit der Welt (Einfühlung) stehe die dualistische Trennung von Geist und Materie, von Diesseits und Jenseits als Transzendenz gegenüber (Abstraktion).
Die zur Angstbewältigung durchgeführte Aufteilung der Realität in zwei Gegenwelten, in Diesseits und Jenseits, in Abstraktionskunst und reale Natur, bedinge eine spezifische Problematik, die in der Psychologie Ähnlichkeit zu Verarbeitungsformen der frühen Kindheit aufweise, beispielsweise im Prozess der Verdrängung, der Entwicklung des kindlichen Dingbegriffes oder der Symbolbildung.

## Südeuropa gegen Nordeuropa
Worringer vergleicht in einem Sonderkapitel die Entwicklung der Kunst Italiens als besonders gutes Beispiel für Einfühlung im Vergleich zu der der zisalpinen Ländern als Vertreter der Abstraktion. Er macht die in der Frühgeschichte der Völker besonders abweisende Natur für ihre bis heute spürbare innere Disharmonie verantwortlich. Ihre religiösen Vorstellungen waren, nach seiner These, voller dualistischer Elemente und hätten so dem Christentum wenig Widerstand entgegensetzen können. Allerdings habe sie in ihrer Neigung zur Abstraktion (keltogermanische Zierkunst) nicht die Intensität und Anspannung der Orientalen entwickelt und sei in einem ständigen Suchen und Streben, einer Tendenz zu unheimlichem Pathos verbleiben. Diese Zwitterbildung, Abstraktion einerseits und stärkster Ausdruck andererseits, habe die Kunstentwicklung der nördlichen Länder nachhaltig bestimmt.
Die gotische Kathedrale als typisch nordische Erfindung zeige eine charakteristische Einfühlung, die auf mechanische Werte übertragen worden sei. Die hier demonstrierte Intensität gehe über alles Organische hinaus und werde in seligem Schwindel krampfhaft emporgerissen, für Südländer eine barbarische Extravaganz. Hier zeige sich das für die zisalpine Kunst typische Streben ohne Erlösung, eine Pubertätszeit des europäischen Menschen.

## Nachwirkungen
Da seine Dissertation ein so unerwartetes öffentliches Echo erfahren hatte und seine Theorien intensiv diskutiert worden sind und auch angefeindet wurden, sah sich Worringer veranlasst, wenig später 1911 eine ausführliche Version seiner Ansichten über die nordeuropäische Kunst zu schreiben unter dem Titel „Formprobleme der Gotik“. Hier gibt er auch einen Einblick in das Grundprinzip seines Vorgehens:
„Das heisse Bemühen des Historikers, aus dem Material der überlieferten Tatsachen Geist und Seele vergangener Zeiten zu rekonstruieren, bleibt im letzten Grunde ein Versuch mit untauglichen Mitteln. Denn der Träger der historischen Erkenntnis bleibt unser Ich in seiner zeitlichen Bedingtheit und Beschränktheit, ob wir es auch noch so sehr auf eine scheinbare Objektivität zurückzuschrauben versuchen. [...] Sein [des Historikers] Arbeitsprozeß ist hier der, aus dem vorliegenden toten historischen Material auf die immanenten Voraussetzungen zu schließen, denen es seine Entstehung verdankt. Das ist ein Schluss ins Unbekannte, Unerkennbare hinein, für die es keine andere Sicherheit gibt als die intuitive.“ (S. 1–2)
Ähnlich wie Worringers erstes Werk erlebten die „Formprobleme der Gotik“ (Erstausgabe 1911) sofort zahlreiche Auflagen (1912, 1918, 1920, 1922, 1927, 1930 usw.).